# Rurange-lès-Thionville
Rurange-lès-Thionville là một xã trong vùng Grand Est, thuộc tỉnh Moselle, quận Thionville-Est, tổng Metzervisse. Tọa độ địa lý của xã là 49° 16' vĩ độ bắc, 06° 14' kinh độ đông. Rurange-lès-Thionville nằm trên độ cao trung bình là 202 mét trên mực nước biển, có điểm thấp nhất là 159 mét và điểm cao nhất là 231 mét. Xã có diện tích 8,87 km², dân số vào thời điểm 2005 là 1944 người; mật độ dân số là 218,4 người/km².

## Thông tin nhân khẩu
| 1962 | 1968 | 1975 | 1982  | 1990  | 1999  |
| ---- | ---- | ---- | ----- | ----- | ----- |
| 352  | 553  | 742  | 1 044 | 1 560 | 1 630 |